# Pius Dorn
Pius Dorn (Friburgo in Brisgovia, 2 settembre 1996) è un calciatore tedesco, difensore del Lucerna.

## Caratteristiche tecniche
È un terzino destro.

## Carriera
Cresciuto nel settore giovanile del Friburgo, dal 2015 al 2016 gioca nelle riserve in Regionalliga giocando 26 incontri conditi da tre reti; successivamente prima ancora di debuttare in prima squadra viene ceduto all'Austria Lustenau dove gioca due stagioni da titolare nella seconda divisione austriaca.
Nel 2018 si trasferisce al Vaduz con cui ottiene la promozione in Super League al termine della sua prima stagione.

## Statistiche
Statistiche aggiornate all'11 aprile 2021.

### Presenze e reti nei club
| Stagione        | Squadra          | Campionato      | Campionato | Campionato | Coppe nazionali | Coppe nazionali | Coppe nazionali | Coppe continentali | Coppe continentali | Coppe continentali | Altre coppe | Altre coppe | Altre coppe | Totale | Totale | Totale |
| Stagione        | Squadra          | Comp            | Pres       | Reti       | Comp            | Pres            | Reti            | Comp               | Pres               | Reti               | Comp        | Pres        | Reti        | Pres   | Reti   |        |
| --------------- | ---------------- | --------------- | ---------- | ---------- | --------------- | --------------- | --------------- | ------------------ | ------------------ | ------------------ | ----------- | ----------- | ----------- | ------ | ------ | ------ |
| 2014-2015       | Friburgo II      | RL              | 2          | 0          |                 | -               | -               |                    | -                  | -                  |             | -           | -           | 2      | 0      |        |
| 2015-2016       | Friburgo II      | RL              | 24         | 3          |                 | -               | -               |                    | -                  | -                  |             | -           | -           | 24     | 3      |        |
| 2017-2018       | Austria Lustenau | 1L              | 30         | 1          | CA              | 2               | 0               |                    | -                  | -                  |             | -           | -           | 32     | 1      |        |
| 2018-2019       | Austria Lustenau | 1L              | 28         | 0          | CA              | 3               | 0               |                    | -                  | -                  |             | -           | -           | 31     | 0      |        |
| 2019-2020       | Vaduz            | ChL             | 32+2       | 4+0        | CL              | 0               | 0               | UEL                | 4                  | 0                  |             | -           | -           | 38     | 4      |        |
| 2020-2021       | Vaduz            | ASL             | 27         | 2          | CL              | 0               | 0               | UEL                | 1                  | 0                  |             | -           | -           | 28     | 2      |        |
| Totale carriera | Totale carriera  | Totale carriera | 145        | 10         |                 | 5               | 0               |                    | 5                  | 0                  |             | -           | -           | 155    | 10     |        |